# PEC in het seizoen 1958/59
Het seizoen 1958/1959 was het 48e jaar in het bestaan van de Zwolse voetbalclub PEC. De club kwam uit in de Tweede divisie B en eindigde daarin op de achtste plaats. Ook werd deelgenomen aan het toernooi om de KNVB beker, hierin werd de club in de tweede ronde uitgeschakeld door DOS (0–1).

## Wedstrijdstatistieken

### Tweede divisie B
| 1e speelronde                                                               | Tubantia                                                        | 3 – 3 (3 – 1) | PEC                                                            |
| 31 augustus 1958 Plaats: Hengelo Veldwijk                                   | Leo Mortensen 15' Jacky Jurissen 40' (pen.)                     |               | 32', 60', 62' Leo Koopman                                      |
| 2e speelronde                                                               | PEC                                                             | 2 – 0 (1 – 0) | Heerenveen                                                     |
| 14 september 1958 Plaats: Zwolle De Vrolijkheid Toeschouwers: 2.200         | Wim Gerritsen 9' Dolf Degenaar 64'                              |               |                                                                |
| 3e speelronde                                                               | Zwartemeer                                                      | 3 – 1 (2 – 0) | PEC                                                            |
| 21 september 1958 Plaats: Klazienaveen Mr. Ovingstraat Toeschouwers: 3.000  | Willy Hoogenberg 17' Jan Stevens 40' Hans Kalter 68'            |               | 67' Dirk van der Wetering                                      |
| 4e speelronde                                                               | PEC                                                             | 1 – 2 (1 – 1) | Go Ahead                                                       |
| 5 oktober 1958 Plaats: Zwolle De Vrolijkheid Toeschouwers: 5.500            | Leo Koopman 65'                                                 |               | 48' Joop Butter 74' Jan Groninger                              |
| 5e speelronde                                                               | N.E.C.                                                          | 0 – 0 (0 – 0) | PEC                                                            |
| 12 oktober 1958 Plaats: Nijmegen Goffertstadion Toeschouwers: 5.400         |                                                                 |               |                                                                |
| 6e speelronde                                                               | PEC                                                             | 5 – 1 (1 – 1) | Veendam                                                        |
| 19 oktober 1958 Plaats: Zwolle De Vrolijkheid Toeschouwers: 3.500           | Leo Koopman 24', 66', 76' Wim Gerritsen 48' Dolf Degenaar 87'   |               | 32' Jan van der Berg                                           |
| 7e speelronde                                                               | PEC                                                             | 2 – 0 (1 – 0) | Oosterparkers                                                  |
| 26 oktober 1958 Plaats: Zwolle De Vrolijkheid Toeschouwers: 1.500           | Gerrit van der Weerthof 31' Dolf Degenaar 90'                   |               |                                                                |
| 8e speelronde                                                               | Rheden                                                          | 2 – 3 (0 – 2) | PEC                                                            |
| 9 november 1958 Plaats: Rheden Thomassen-terrein Toeschouwers: 3.500        | Ben Zweers –', 58'                                              |               | 11', 90' Leo Koopman 37' Wim Gerritsen                         |
| 9e speelronde                                                               | PEC                                                             | 3 – 2 (0 – 2) | Oldenzaal                                                      |
| 16 november 1958 Plaats: Zwolle De Vrolijkheid                              | Dolf Degenaar 58' Leo Koopman 66' Wim Gerritsen 90'             |               | –', 20' Gerrit Kuiper                                          |
| 10e speelronde                                                              | Velocitas                                                       | 1 – 0 (0 – 0) | PEC                                                            |
| 23 november 1958 Plaats: Groningen Stadspark Toeschouwers: 800              | Evert Drommel 70'                                               |               |                                                                |
| 11e speelronde                                                              | PEC                                                             | 0 – 5 (0 – 1) | Enschedese Boys                                                |
| 30 november 1958 Plaats: Zwolle De Vrolijkheid Toeschouwers: 2.500          |                                                                 |               | 20', 46', 70', 83' Gerrit Nijsink 74' Pierre Kerkhoffs         |
| 12e speelronde                                                              | Be Quick                                                        | 1 – 0 (1 – 0) | PEC                                                            |
| 7 december 1958 Plaats: Haren Esserberg Toeschouwers: 2.500                 | Ap Hansems 6'                                                   |               |                                                                |
| 13e speelronde                                                              | PEC                                                             | 1 – 1 (0 – 1) | Zwolsche Boys                                                  |
| 14 december 1958 Plaats: Zwolle De Vrolijkheid Toeschouwers: 5.500          | Wim Gerritsen 57'                                               |               | 28' Henk Overmars                                              |
| 14e speelronde                                                              | PEC                                                             | 1 – 0 (1 – 0) | Tubantia                                                       |
| 21 december 1958 Plaats: Zwolle De Vrolijkheid Toeschouwers: 2.500          | Leo Koopman 12'                                                 |               |                                                                |
| 15e speelronde                                                              | Heerenveen                                                      | 2 – 1 (2 – 1) | PEC                                                            |
| 25 januari 1959 Plaats: Heerenveen Gemeentelijk Sportpark Toeschouwers: 800 | Piet Fransen 4' Jack Oosten 34'                                 |               | 10' Leo Koopman                                                |
| 16e speelronde                                                              | Go Ahead                                                        | 3 – 1 (1 – 0) | PEC                                                            |
| 22 februari 1959 Plaats: Deventer Vetkampstraat Toeschouwers: 4.500         | Willy Mos 10', 81', 88'                                         |               | 50' Leo Koopman                                                |
| 17e speelronde                                                              | PEC                                                             | 1 – 1 (1 – 0) | N.E.C.                                                         |
| 1 maart 1959 Plaats: Zwolle De Vrolijkheid                                  | Benny Nijboer 39'                                               |               | 56' Theun Willemse                                             |
| 18e speelronde                                                              | Veendam                                                         | 0 – 1 (0 – 0) | PEC                                                            |
| 8 maart 1959 Plaats: Veendam De Langeleegte Toeschouwers: 1.500             |                                                                 |               | 50' Jan Westerbeek                                             |
| 19e speelronde                                                              | Zwolsche Boys                                                   | 2 – 1 (1 – 1) | PEC                                                            |
| 15 maart 1959 Plaats: Zwolle Gemeentelijk Sportpark Toeschouwers: 3.000     | Henk Overmars 42' Jan Tielbaard 48' (e.d.)                      |               | 17' (pen.) Dries Jans                                          |
| 20e speelronde                                                              | PEC                                                             | 2 – 1 (0 – 0) | Zwartemeer                                                     |
| 22 maart 1959 Plaats: Zwolle De Vrolijkheid                                 | Dirk van der Wetering 54' Leo Koopman 67'                       |               | 70' Hans Kalter                                                |
| 21e speelronde                                                              | PEC                                                             | 1 – 0 (0 – 0) | Rheden                                                         |
| 5 april 1959 Plaats: Zwolle De Vrolijkheid Toeschouwers: 2.000              | Leo Koopman 65'                                                 |               |                                                                |
| 22e speelronde                                                              | Oldenzaal                                                       | 2 – 1 (1 – 1) | PEC                                                            |
| 12 april 1959 Plaats: Oldenzaal Het Heuveltje                               | Gerrit Kuiper 25' Rien Ensing 62'                               |               | 30' Bennie Nijboer                                             |
| 23e speelronde                                                              | PEC                                                             | 2 – 1 (2 – 1) | Velocitas                                                      |
| 26 april 1959 Plaats: Zwolle De Vrolijkheid                                 | Leo Koopman 31' Gerrit van der Weerthof 43'                     |               | 42' Piet Eimers                                                |
| 24e speelronde                                                              | Enschedese Boys                                                 | 4 – 2 (2 – 0) | PEC                                                            |
| 3 mei 1959 Plaats: Enschede Heekpark Toeschouwers: 4.000                    | Theo Kalter 30', 61' Herman ter Horst 44' Jan Verhoeven 55'     |               | 62' Benny Nijboer 78' Jan Westerbeek                           |
| 25e speelronde                                                              | PEC                                                             | 1 – 5 (1 – 3) | Be Quick                                                       |
| 24 mei 1959 Plaats: Zwolle De Vrolijkheid Toeschouwers: 1.200               | Leo Koopman 22'                                                 |               | 10' Fré Mensinga 14', 25' Jelte Giezen 70', 72' Wim van Dalsum |
| 26e speelronde                                                              | Oosterparkers                                                   | 4 – 2 (1 – 0) | PEC                                                            |
| 31 mei 1959 Plaats: Groningen Oosterpark Toeschouwers: 500                  | Jan Tielbaard 35' (e.d.) Mannes 65' Rozema 85' Henk Duitsch 87' |               | 48', 52' Dirk van der Wetering                                 |

### KNVB beker
| 1e ronde                                     | PEC                                                                | 4 – 1 (0 – 1) | SV Zwolle               |
| 1 januari 1959 Plaats: Zwolle De Vrolijkheid | Leo Koopman 47', 77' Wim Gerritsen 56' Gerrit van der Weerthof 68' |               | 42' Wim Bleeker         |
| 2e ronde                                     | PEC                                                                | 0 – 1 (0 – 0) | DOS                     |
| 18 april 1959 Plaats: Zwolle De Vrolijkheid  |                                                                    |               | 85' Huub van der Heyden |

## Selectie en technische staf

### Selectie 1958/59
| Nr.           | Nat.               | Naam                    | Competitie | Competitie | Beker      | Beker      | Totaal     | Totaal     | Seizoen    | Vorige club        | Debuut     |            |            |            |
| Nr.           | Nat.               | Naam                    | W          |            | W          |            | W          |            | Seizoen    | Vorige club        | Debuut     |            |            |            |
| Doelmannen    | Doelmannen         | Doelmannen              | Doelmannen | Doelmannen | Doelmannen | Doelmannen | Doelmannen | Doelmannen | Doelmannen | Doelmannen         | Doelmannen | Doelmannen | Doelmannen | Doelmannen |
| ------------- | ------------------ | ----------------------- | ---------- | ---------- | ---------- | ---------- | ---------- | ---------- | ---------- | ------------------ | ---------- | ---------- | ---------- | ---------- |
| -             | Vlag van Nederland | Henk Hammers            | –          | 0          | 0          | 0          | –          | 0          | –          | Onbekend           | –          |            |            |            |
| -             | Vlag van Nederland | Hans van Rotterdam      | –          | 0          | 2          | 0          | –          | 0          | –          | Onbekend           | –          |            |            |            |
| Verdedigers   |                    |                         |            |            |            |            |            |            |            |                    |            |            |            |            |
| -             | Vlag van Nederland | Gerrit Disselhof        | –          | 0          | –          | 0          | –          | 0          | 3e         | ZAC (ama)          | –          |            |            |            |
| -             | Vlag van Nederland | Hennie Goudbeek         | –          | 0          | –          | 0          | –          | 0          | –          | Jeugd              | –          |            |            |            |
| -             | Vlag van Nederland | Harry Kornelis          | –          | 0          | –          | 0          | –          | 0          | 6e         | Jeugd              | –          |            |            |            |
| -             | Vlag van Suriname  | Ludwig Mans             | –          | 0          | 1          | 0          | –          | 0          | 2e         | SV Voorwaarts      | –          |            |            |            |
| -             | Vlag van Nederland | Homme Siebenga          | –          | 0          | –          | 0          | –          | 0          | 1e         | Heerenveen         | –          |            |            |            |
| -             | Vlag van Nederland | Bennie van der Vegt     | –          | 0          | –          | 0          | –          | 0          | –          | Onbekend           | –          |            |            |            |
| -             | Vlag van Nederland | Jan Vos                 | –          | 0          | –          | 0          | –          | 0          | –          | Onbekend           | –          |            |            |            |
| Middenvelders |                    |                         |            |            |            |            |            |            |            |                    |            |            |            |            |
| -             | Vlag van Nederland | Henk Bos                | –          | 0          | –          | 0          | –          | 0          | –          | Onbekend           | –          |            |            |            |
| -             | Vlag van Suriname  | Dolf Degenaar           | –          | 4          | –          | 0          | –          | 4          | 2e         | SV Voorwaarts      | –          |            |            |            |
| -             | Vlag van Nederland | Adri Jansen             | –          | 0          | –          | 0          | –          | 0          | –          | Jeugd              | –          |            |            |            |
| -             | Vlag van Nederland | Bennie Nijboer          | –          | 3          | –          | 0          | –          | 3          | –          | Onbekend           | –          |            |            |            |
| -             | Vlag van Nederland | Dirk van der Wetering   | –          | 4          | –          | 0          | –          | 4          | –          | Onbekend           | –          |            |            |            |
| Aanvallers    |                    |                         |            |            |            |            |            |            |            |                    |            |            |            |            |
| -             | Vlag van Nederland | John Abma               | –          | 0          | –          | 0          | –          | 0          | –          | KHC                | –          |            |            |            |
| -             | Vlag van Nederland | Dick van Ekeren         | –          | 0          | –          | 0          | –          | 0          | –          | Onbekend           | –          |            |            |            |
| -             | Vlag van Nederland | Wim Gerritsen           | –          | 5          | –          | 1          | –          | 6          | –          | Onbekend           | –          |            |            |            |
| -             | Vlag van Nederland | Dries Jans              | –          | 1          | –          | 0          | –          | 1          | 11e        | VSC Den Haag (ama) | –          |            |            |            |
| -             | Vlag van Nederland | Leo Koopman             | –          | 17         | 2          | 2          | –          | 19         | 4e         | Rohda Raalte (ama) | –          |            |            |            |
| -             | Vlag van Nederland | Jan Tielbaard           | –          | 0          | –          | 0          | –          | 0          | –          | Onbekend           | –          |            |            |            |
| -             | Vlag van Nederland | Gerrit van der Weerthof | –          | 2          | 2          | 1          | –          | 3          | –          | Onbekend           | –          |            |            |            |
| -             | Vlag van Nederland | Jan Westerbeek          | –          | 2          | –          | 0          | –          | 2          | 11e        | Jeugd              | –          |            |            |            |
| Nr.           | Nat.               | Naam                    | W          |            | W          |            | W          |            | Seizoen    | Vorige club        | Debuut     |            |            |            |
| Nr.           | Nat.               | Naam                    | Competitie | Competitie | Beker      | Beker      | Totaal     | Totaal     | Seizoen    | Vorige club        | Debuut     |            |            |            |

### Technische staf
| Naam              | Functie      |
| ----------------- | ------------ |
| Herman Spijkerman | Hoofdtrainer |

## Statistieken PEC 1958/1959

### Eindstand PEC in de Nederlandse Tweede divisie B 1958 / 1959
| Stand | Gespeeld | Gewonnen | Gelijk | Verloren | Punten | Doelpunten voor | Doelpunten tegen |
| ----- | -------- | -------- | ------ | -------- | ------ | --------------- | ---------------- |
| 8e    | 26       | 10       | 4      | 12       | 24     | 38              | 46               |

### Topscorers
| #      | Naam                    | Goal |
| ------ | ----------------------- | ---- |
| 1.     | Leo Koopman             | 17   |
| 2.     | Wim Gerritsen           | 5    |
| 3.     | Dolf Degenaar           | 4    |
| 3.     | Dirk van der Wetering   | 4    |
| 5.     | Bennie Nijboer          | 3    |
| 6.     | Gerrit van der Weerthof | 2    |
| 6.     | Jan Westerbeek          | 2    |
| 8.     | Dries Jans              | 1    |
| Totaal | Totaal                  | 38   |

| #      | Naam                    | Goal |
| ------ | ----------------------- | ---- |
| 1.     | Leo Koopman             | 2    |
| 2.     | Wim Gerritsen           | 1    |
| 2.     | Gerrit van der Weerthof | 1    |
| Totaal | Totaal                  | 4    |

### Punten per speelronde
| Speelronde | 1 | 2 | 3 | 4 | 5 | 6 | 7 | 8 | 9 | 10 | 11 | 12 | 13 | 14 | 15 | 16 | 17 | 18 | 19 | 20 | 21 | 22 | 23 | 24 | 25 | 26 |
| ---------- | - | - | - | - | - | - | - | - | - | -- | -- | -- | -- | -- | -- | -- | -- | -- | -- | -- | -- | -- | -- | -- | -- | -- |
| Punten     | 1 | 2 | 0 | 0 | 1 | 2 | 2 | 2 | 2 | 0  | 0  | 0  | 1  | 2  | 0  | 0  | 1  | 2  | 0  | 2  | 2  | 0  | 2  | 0  | 0  | 0  |

### Punten na speelronde
| Speelronde | 1 | 2 | 3 | 4 | 5 | 6 | 7 | 8  | 9  | 10 | 11 | 12 | 13 | 14 | 15 | 16 | 17 | 18 | 19 | 20 | 21 | 22 | 23 | 24 | 25 | 26 |
| ---------- | - | - | - | - | - | - | - | -- | -- | -- | -- | -- | -- | -- | -- | -- | -- | -- | -- | -- | -- | -- | -- | -- | -- | -- |
| Punten     | 1 | 3 | 3 | 3 | 4 | 6 | 8 | 10 | 12 | 12 | 12 | 12 | 13 | 15 | 15 | 15 | 16 | 18 | 18 | 20 | 22 | 22 | 24 | 24 | 24 | 24 |

### Stand na speelronde
| Speelronde | 1  | 2  | 3   | 4   | 5   | 6  | 7  | 8  | 9  | 10 | 11 | 12 | 13 | 14 | 15 | 16 | 17 | 18 | 19 | 20 | 21 | 22 | 23 | 24 | 25 | 26 |
| ---------- | -- | -- | --- | --- | --- | -- | -- | -- | -- | -- | -- | -- | -- | -- | -- | -- | -- | -- | -- | -- | -- | -- | -- | -- | -- | -- |
| Stand      | 6e | 7e | 10e | 10e | 11e | 7e | 4e | 3e | 2e | 2e | 4e | 6e | 7e | 4e | 5e | 9e | 9e | 7e | 8e | 8e | 8e | 8e | 7e | 8e | 8e | 8e |

### Doelpunten per speelronde
| Speelronde | 1 | 2 | 3 | 4 | 5 | 6 | 7 | 8 | 9 | 10 | 11 | 12 | 13 | 14 | 15 | 16 | 17 | 18 | 19 | 20 | 21 | 22 | 23 | 24 | 25 | 26 | Totaal |
| ---------- | - | - | - | - | - | - | - | - | - | -- | -- | -- | -- | -- | -- | -- | -- | -- | -- | -- | -- | -- | -- | -- | -- | -- | ------ |
| Doelpunten | 3 | 2 | 1 | 1 | 0 | 5 | 2 | 3 | 3 | 0  | 0  | 0  | 1  | 1  | 1  | 1  | 1  | 1  | 1  | 2  | 1  | 1  | 2  | 2  | 1  | 2  | 38     |